# 헨리 포드
헨리 포드(영어: Henry Ford, 1863년 7월 30일 ~ 1947년 4월 7일)는 미국의 기술자이자 기업인으로 포드 모터 컴퍼니의 창설자이다.

## 생애
미국 미시간주 디트로이트 서쪽의 농촌에서 농부의 아들로 태어났다. 그가 12살이 되던 해에 지병을 앓고 계신 위독한 어머니를 위해 말을 타고 이웃 도시로 달려가긴 했지만, 아무리 빨리 달려도 줄어들지 않는 거리 때문에 그가 어머니 곁에 도착했을 때 이미 어머니는 숨을 거둔 뒤였다. 15세가 되던 해에 학업을 접고 기계공이 되어 최고의 발명가 에디슨이 세운 에디슨 회사에서 기술 책임자로까지 일을 하다가 1903년 퇴사 후, 그의 나이 40세에 자동차를 만드는 회사 '포드'를 설립하게 된다. 기업경영자로서 그가 일궈낸 것은,
- 동일한 생산 공정을 반복하는 '표준화'
- 각자 자신이 맡은 부분만 담당하는 '분업화'
- 자신의 일을 완벽하게 해내는 '전문화'

회사 설립 후 헨리 포드가 노동자들에게 내건 파격적인 조건은 '1일 8시간 노동에 최저 임금 5달러'등의 목표를 세웠다. 농업 노동의 합리화를 위한 운반의 개선을 위해 기계기사를 지망, 디트로이트의 작은 기계 공장에 들어가 직공으로서 기술을 배웠다. 5년 후 고향으로 귀농한 그는 농사를 돌보면서 공작실을 만들어 연구를 계속하였고, 1890년 에디슨 조명 회사 기사로 초청되어 근무하던 중 내연 기관을 완성하여 1892년 자동차를 만들었다. 1903년 그는 자본금 10만 달러를 투자하여 벨트 컨베이어 시스템을 세계 최초로 도입한 대량생산 방식의 자동차 포드 모델 T의 제작을 시작하였는데, 그것은 마이카 시대의 도화선이 된 그가 실현해 낸 대량생산 방식의 자동차 롤모델이 아닐 수 없다.
그는 특히 경영지도원리로써
- 미래에 대한 공포와 과거에 대한 존경을 버릴 것.
- 경쟁을 위주로 일하지 말 것.
- 봉사가 이윤에 선행할 것.
- 값싸게 제조하여 값싸게 팔 것. 등의 4가지 경영철학을 내세웠는데 이를 포디즘이라 한다.

한편 포드는 공장의 경영합리화를 위해 제품의 표준화, 부분품의 단순화, 작업의 전문화라는 3S운동을 전개하면서 이 원칙을 달성하기 위하여 누드젠콘이 창안한 컨베이어 시스템을 채용하여 흐름작업조직으로 노동생산성 고무에 이바지하였다. 이것을 '포드 시스템'이라 하는데 특별히 경영을 봉사 기관으로 보는 포드의 사상은 P. H. 드락카의 경영 이론에 계승되고 있다. 그러나 개성이 강한 그의 경영 스타일 때문에 말년에는 파탄지경에 내몰렸다. 저서로는 《오늘과 내일》(1926), 《나의 산업철학》(1929) 등이 있다. 1947년 4월 7일, 향년 84세로 고인이 되었다. 증손자는 윌리엄 클레이 포드 주니어이다.

## 같이 보기
- 포드 모터 컴퍼니
- 포드재단

## 참고 문헌
- 이 문서에는 다음커뮤니케이션(현 카카오)에서 GFDL 또는 CC-SA 라이선스로 배포한 글로벌 세계대백과사전의 내용을 기초로 작성된 글이 포함되어 있습니다.